# 致大海
《致大海》是俄国诗人普希金创作的一首诗歌。这首诗写于1824年，属于普希金的成熟期作品，标志着他诗歌创作风格的显著转变。
《致大海》以其充满浪漫主义色彩和深情的抒情风格，描绘了诗人对大海的无限热爱与眷恋。这首诗通过描绘大海的广阔与神秘，表现了诗人内心深处的自由和对大自然的向往。普希金在诗中不仅表达了对大海的敬畏和崇拜，还借助大海这一意象，抒发了他对个人自由和理想的追求。
诗的开头部分充满了对大海的赞美，描述了大海的壮丽与浩瀚。普希金用优美的语言和细腻的笔触，描绘了大海的各种面貌——宁静、狂暴、神秘以及无限的变化。诗中也透露出诗人对自身处境的反思和对未来的思考，展现了他对自由和独立的强烈渴望。
在这首诗的后半部分，普希金转而表达了他对大海的不舍之情和深深的眷恋。他将大海视为自己的朋友和知己，表达了对它的告别之情。这种情感的转变，使诗歌充满了感伤和深沉的情感力量。